# Liste der Admirale der Bundeswehr
Diese Liste enthält alle Soldaten der Marine, die einen Dienstgrad der Dienstgradgruppe der Generale erreicht haben, einschließlich der Angehörigen der Laufbahn der Offiziere des Sanitätsdienstes

## Aktive Admirale
Alle Offiziere werden entsprechend ihres jeweils aktuellen Dienstgrades aufgeführt, unabhängig von ihrem Dienstposten.

### Admiral
| Dienstgrad                                      | Name | Jahrgang | Funktion | Bereich | Dienstantritt |
| ----------------------------------------------- | ---- | -------- | -------- | ------- | ------------- |
| Derzeit kein Flaggoffizier in diesem Dienstgrad |      |          |          |         |               |

### Vizeadmiral
| Dienstgrad | Name                | Jahrgang | Funktion                                                                                       | Bereich | Dienstantritt |
| ---------- | ------------------- | -------- | ---------------------------------------------------------------------------------------------- | ------- | ------------- |
| VADM       | Thomas Daum         | 1962     | Inspekteur Cyber- und Informationsraum                                                         | CIR     | 25. Sep. 2020 |
| VADM       | Jan Christian Kaack | 1962     | Inspekteur der Marine                                                                          | M       | 11. März 2022 |
| VADM       | Frank Martin Lenski | 1961     | Stellvertreter des Inspekteurs der Marine und Befehlshaber der Flotte und Unterstützungskräfte | M       | 11. März 2022 |
| VADM       | Carsten Stawitzki   | 1966     | Abteilungsleiter Rüstung                                                                       | BMVg    | 9. Mai 2018   |

### Konteradmiral
| Dienstgrad | Name                      | Jahrgang | Funktion                                                                                | Bereich | Dienstantritt |
| ---------- | ------------------------- | -------- | --------------------------------------------------------------------------------------- | ------- | ------------- |
| KADM       | Wilhelm Tobias Abry       | 1968     | Chef des Stabes, Marinekommando                                                         | M       | 1. Okt. 2023  |
| KADM       | Axel Deertz               | 1965     | Stellvertreter des Abteilungsleiters Einsatzbereitschaft und Unterstützung Streitkräfte | BMVg    | 1. Okt. 2023  |
| KADM       | Stephan Haisch            | 1967     | Commander Task Force Baltic                                                             | M       | 21. Okt. 2024 |
| KADM       | Jörg Klein                | 1961     | Stellvertreter des Befehlshabers Einsatzführungskommando der Bundeswehr                 | BMVg    | 11. März 2020 |
| KADM       | Ralf Kuchler              | 1969     | Kommandeur Führungsakademie der Bundeswehr                                              | BMVg    | 8. Sep. 2023  |
| KADM       | Christoph Müller-Meinhard | 1964     | Kommandeur Unterstützung und Abteilungsleiter Einsatzunterstützung, Marinekommando      | M       | 1. Okt. 2020  |
| KADM       | Jens Nemeyer              | 1963     | Kommandeur Einsatzkräfte und Abteilungsleiter Einsatz, Marinekommando                   | M       | 6. Dez. 2024  |
| KADM       | Roland Obersteg           | 1960     | Chef des Stabes, Kommando Cyber- und Informationsraum                                   | CIR     | 1. Okt. 2020  |
| KADM       | Axel Schulz               | 1970     | Stellvertreter der Abteilungsleiterin Personal im Bundesministerium der Verteidigung    | BMVg    | 29. Nov. 2024 |

### Flottillenadmiral
| Dienstgrad | Name                   | Jahrgang | Funktion | Bereich | Dienstantritt |
| ---------- | ---------------------- | -------- | --- | ------- | ------------- |
| FADM       | Jens Grimm             |          | Kommandeur Marineschule Mürwik                                                                                              | M       | 17. Jan. 2025 |
| FADM       | Jens Beckmann          | 1961     | Leiter Arbeitsbereich Militärpolitik bei der Ständigen Vertretung der Bundesrepublik Deutschland bei der Europäischen Union | MNEU    | 1. Apr. 2021  |
| FADM       | Thorsten Bobzin        |          | Commander Maritime Air NATO                                                                                                 | NATO    | 31.07.2025    |
| FADM       | Christian Bock         | 1969     | Unterabteilungsleiter Militärstrategie, Einsatz und Operationen II, BMVg                                                    | BMVg    | 2023          |
| FADM       | Andreas Czerwinski     | 1966     | Abteilungsleiter See im Bundesamt für Ausrüstung, Informationstechnik und Nutzung der Bundeswehr                            | AIN     | 1. Jan. 2019  |
| FADM       | Hans-Jörg Detlefsen    | 1963     | Gruppenleiter 23 (Bundessicherheitsrat, BM Verteidigung) Bundeskanzleramt                                                   | BKAmt   | 1. Juli 2022  |
| FADM       | Henning Faltin         | 1966     | Military Advisor in der Delegation der Europäischen Union in den Vereinigten Staaten (auch für Kanada zuständig)            | MNEU    | 12. Jan. 2023 |
| FADM       | Dirk Gärtner           |          | Abteilungsleiter Planung und Konzeption im Marinekommando                                                                   | M       | Nov. 2024     |
| FADM       | Richard Kesten         |          | Commander Maritime Task Force, UNIFIL                                                                                       | MNEU    | Juli 2024     |
| FADM       | Michael Kulla          | 1960     | eingesetzt im Kommando Cyber- und Informationsraum                                                                          | CIR     | Juli 2020     |
| FADM       | Thomas Lehnen          | 1967     | Abteilungsleiter Führung im Kommando Streitkräftebasis                                                                      |         | 1. Apr. 2020  |
| FADM       | Thorsten Marx          | 1968     | Assistant Chief of Staff J9 im Joint Force Command Naples                                                                   | NATO    | Nov. 2024     |
| FADM       | Christian Walter Meyer |          | Kommandeur Einsatzflottille 1                                                                                               | M       | 15. Nov. 2024 |
| FADM       | Andreas Mügge          | 1968     | Kommandeur Logistikzentrum der Bundeswehr                                                                                   | UStgBer | 21. März 2024 |
| FADM       | Stefan Pauly           |          | Commander Surface Forces NATO and Deputy Chief of Staff Operation - NATO Maritime Command, Northwood/GBR                    | NATO    | 1. Juni 2022  |
| FADM       | Stephan Plath          | 1971     | Commander Task Group, Maritime Task Force United Nations Interim Force in Lebanon                                           | MNEU    | Juli 2025     |
| FADM       | Matthias Potthoff      | 1967     | Kommandeur Marineunterstützungskommando                                                                                     | M       | 29. Sep. 2023 |
| FADM       | Sascha Helge Rackwitz  | 1972     | Büroleiter des Generalinspekteurs der Bundeswehr                                                                            | M       | 15. Nov. 2024 |
| FADM       | Ulrich Reineke         | 1964     | Kommandeur Landeskommando Mecklenburg-Vorpommern                                                                            | M       | 23. Sep. 2024 |
| FADM       | Helge Detlef Risch     |          | Abteilungsleiter Personal, Ausbildung und Organisation im Marinekommando                                                    | M       | 20. März 2024 |
| FADM       | Axel Ristau            |          | Verteidigungsattaché, Deutsche Botschaft Washington                                                                         | AA      |               |

1. 1 2 3 4  Folgende Abkürzungen werden verwendet:
ADM: Admiral
VADM: Vizeadmiral
ADMOSA: Admiraloberstabsarzt
KADM: Konteradmiral
ADMSA: Admiralstabsarzt
FADM: Flottillenadmiral
ADMA: Admiralarzt
2. 1 2 3 4  Folgende Abkürzungen werden verwendet:
H: Heer
Lw: Luftwaffe
M: Marine
UStgBer: UnterStützungs Bereich
ZSan: Zentraler Sanitätsdienst
CIR: Cyber- und Informationsraum
AIN: Ausrüstung, Informationstechnik und Nutzung
IUD: Infrastruktur, Umweltschutz und Dienstleistungen
P: Personal
BMVg: Bundesministerium der Verteidigung und unmittelbar unterstelle Dienststellen
AA: Auswärtiges Amt
NATO
MNEU: Europäische Union/multinational
BND: Bundesnachrichtendienst
BKAmt: Bundeskanzleramt

## Nicht mehr aktive Admirale

### 1955 bis 1990
Der folgende Abschnitt enthält eine Liste aller nicht mehr aktiven Offiziere der Dienstgradgruppe der Generale der Marine der Bundeswehr (einschließlich der entsprechenden Sanitätsoffiziere), deren erste Ernennung zu einem Admiralsdienstgrad bis zur deutschen Wiedervereinigung erfolgte. Angegeben ist der höchste erreichte Dienstgrad.

#### A
- Arendt, Rudolf (1923–2021), Konteradmiral

#### B
- Bartel, Hans (1901–1979), Flottillenadmiral
- Bartholomäus, Gustav (1924–2009), Flottillenadmiral
- Benzino, Wolfgang (1921–2004), Vizeadmiral
- Bethge, Ansgar (1924–2008), Vizeadmiral
- Bierbaum, Hans-Heinz (1908–1970), Admiralarzt
- Biesterfeld, Horst (1906–1969), Flottillenadmiral
- Bing, Gerhard (1934–2006), Flottillenadmiral
- Birker, Hans-Wilhelm (1923–1995), Admiralarzt
- Birnbacher, Carl-Heinz (1910–1991), Konteradmiral
- Blanc, Adalbert von (1907–1976), Flottillenadmiral
- Boehe, Rolf (1913–1979), Flottillenadmiral
- Boehmer, Hans Rudolf (* 1938), Vizeadmiral
- Boller, Willi (1922–2006), Flottillenadmiral
- Braun, Dieter Franz (1935–2014), Vizeadmiral
- Brost, Wolfgang (1936–2016), Konteradmiral

#### C
- Christmann, Hansdieter (1933–2008), Flottillenadmiral
- Clausen, Karl (1916–2013), Flottillenadmiral
- Collmann, Herwig (1915–2005), Flottillenadmiral

#### D
- Deckert, Rudolf (1926–2008), Konteradmiral
- Dingeldein, Otto (1915–1981), Flottillenadmiral
- Dubois, Jürgen (1932–2008), Konteradmiral
- Duch, Oswald (1918–2000), Flottillenadmiral

#### E
- Ehrensberger, Konrad (1936–2009), Flottillenadmiral
- Ehrhardt, Dieter (1927–2021), Konteradmiral
- Ehrhardt, Werner (1898–1967), Konteradmiral
- Erdmann, Heinrich (1908–1992), Konteradmiral

#### F
- Feindt, Hans-Arend (1921–2002), Konteradmiral
- Fenn, Heiko (1918–2016), Flottillenadmiral
- Fiebig, Günter (1920–1984), Flottillenadmiral
- Fingerle, Hans-Klaus (1908–1988), Flottillenadmiral
- Fischer, Kurt (1937–2021), Flottillenadmiral
- Flachsenberg, Walter (1908–1994), Flottillenadmiral
- Fliedner, Klaus-Theodor (1935–2022), Admiralarzt
- Frank, Hans (1939–2019), Vizeadmiral
- Freiwald, Kurt (1906–1975), Flottillenadmiral
- Fromm, Günter (1924–2013), Vizeadmiral
- Fuchs, Karl-Heinz (1915–1990), Flottillenadmiral

#### G
- Geffers, Horst (1925–2015), Konteradmiral
- Geier, Jürgen (1940), Vizeadmiral
- Gerlach, Heinrich (1906–1988), Vizeadmiral
- Giermann, Christian (1936–2022), Flottillenadmiral
- Göpffarth, Karl-Heinz (1913–1977), Flottillenadmiral
- Grote, Henrich (1920–1995), Flottillenadmiral
- Günther, Siegfried (1933–2019), Flottillenadmiral
- Guggenberger, Friedrich (1915–1988), Konteradmiral
- Gut, Herbert (1913–1976), Admiralarzt
- Gysae, Robert (1911–1989), Flottillenadmiral

#### H
- Haack, Wolfgang (1910–1991), Flottillenadmiral
- Hallier, Heinz Harald (1936), Konteradmiral
- Hartwig, Paul (1915–2014), Vizeadmiral
- Heck, Walter (1910–1987), Flottillenadmiral
- Hess, Sigurd (1938–2018), Konteradmiral
- Hetz, Karl (1910–1980), Vizeadmiral
- Hößlin, Hans-Jürgen von (1937), Flottillenadmiral
- Hoffmann, Carl (1923–2001), Flottillenadmiral
- Holleuffer, Joachim-Albrecht von (1921–2012), Konteradmiral
- Horten, Dirk (1939), Vizeadmiral
- Hülsemann, Diether (1937–2024), Konteradmiral
- Hundt, Ulrich A. (1937–2018), Flottillenadmiral

#### I
- Ites, Otto (1918–1982), Konteradmiral

#### J
- Jeschonnek, Gert (1912–1999), Vizeadmiral
- Johannesson, Rolf (1900–1989), Konteradmiral
- Jung, Berthold (1915–1992), Konteradmiral

#### K
- Kähler, Wolfgang (1903–1983), Flottillenadmiral
- Kampe, Helmut (1925), Vizeadmiral
- Kemnade, Friedrich (1911–2008), Konteradmiral
- Kimmerling, Werner Georg (1913–1995), Flottillenadmiral
- Kirchem, Rolf (1925–2015), Admiralarzt
- Klemm, Helmut (1908–1969), Flottillenadmiral
- Klose, Hans-Helmut (1916–2003), Vizeadmiral
- Klug, Bernd (1914–1976), Flottillenadmiral
- Kratzmair, Hansjakob (1927–2024), Konteradmiral
- Krauß, Willi (1935–2013), Konteradmiral
- Kretschmer, Otto (1912–1998), Flottillenadmiral
- Kriebel, Paul (1917–2015), Flottillenadmiral
- Kühnle, Heinz (1915–2001), Vizeadmiral
- Kuhnke, Günter (1912–1990), Konteradmiral

#### L
- Laudien, Klaus-Dieter (1938), Flottillenadmiral
- Liebig, Gustav Carl (1930–2007), Konteradmiral
- Looschen, Hans (1907–1987), Flottillenadmiral
- Lüdke, Hermann (1911–1968), Flottillenadmiral
- Luther, Günter (1922–1997), Admiral

#### M
- Mahlke, Helmut (1913–1998), Flottillenadmiral[Anmerkungen 3]
- Mann, Hans-Joachim (1935), Vizeadmiral
- Martin, Dieter (1921–2013), Flottillenadmiral
- Meentzen, Wilhelm (1915–2001), Vizeadmiral
- Mehner, Jochen (1934–2024), Flottillenadmiral
- Meisner, Hans-Friedrich (1928–2012), Konteradmiral
- Meyer, Egon (1929), Flottillenadmiral
- Meyer, Hans Karl (1898–1989), Flottillenadmiral
- Meyer-Abich, Helmut (1919–2008), Flottillenadmiral
- Meyer-Höper, Hans-Jochen (1935–2014), Konteradmiral
- Müller, Ernst-Günther (1922–2004), Flottillenadmiral
- Müller-Troschel, Ernst (1926–2021), Admiralarzt
- Mutius, Theodor von (1909–1977), Flottillenadmiral

#### N
- Neuss, Helmut, (1908–2009) Konteradmiral
- Niemann, Klaus-Peter (1935), Flottillenadmiral
- Noodt, Eberhard (1922–2005), Konteradmiral
- Nordholz, Dieter (1926–2023), Admiralarzt

#### O
- Obermaier, Albrecht (1912–2004), Vizeadmiral
- Oehlke, Horst (1924–2001), Flottillenadmiral
- Ostertag, Reinhart (1913–1994), Flottillenadmiral

#### P
- Penner, Klaus (1921–1998), Admiralarzt
- Peter, Karl (1918–2003), Konteradmiral
- Ponert, Hubert (1923–2000), Flottillenadmiral
- Poser, Günter (1916–2003), Konteradmiral
- Pröhl, Joachim (1932), Admiralarzt

#### R
- Rau, Erwin (1918–1995), Konteradmiral
- Reeder, Günther (1915–2003), Konteradmiral
- Rehder, Klaus (1933–2018), Vizeadmiral
- Remde, Friedrich (1928–1999), Flottillenadmiral
- Richarz, Friedrich-Albert (1923–2010), Admiralarzt
- Robbers, Horst (1918–2010), Admiralarzt
- Rogge, Bernhard (1899–1982), Konteradmiral
- Rösing, Hans-Rudolf (1905–2004), Konteradmiral
- Rohwedder, Hermann (1925–2021), Admiralarzt
- Ruge, Friedrich (1894–1985), Vizeadmiral

#### S
- Schmähling, Elmar (1937–2021), ehemaliger[Anmerkungen 4] Flottillenadmiral
- Schneider-Pungs, Karl (1914–2001), Konteradmiral
- Schrade, Wolfgang (1924–2010), Flottillenadmiral
- Schreiber, Gerd (1912–2004), Flottillenadmiral
- Schroeter, Horst von (1919–2006), Vizeadmiral
- Schünemann, Werner (1920–2004), Flottillenadmiral
- Schumann, Alfred (1902–1985), Flottillenadmiral
- Schuur, Heinrich (1937), Flottillenadmiral
- Seizinger, Kurt (1920–1996), Flottillenadmiral
- Sievert, Klaus-Dieter (1935), Flottillenadmiral
- Smidt, Karl E. (1903–1984), Konteradmiral
- Sörensen, Uwe (1920–2006), Flottillenadmiral
- Sommermeyer, Horst (1938), Konteradmiral
- Steindorff, Klaus-Jürgen (1932–2006), Konteradmiral
- Steinhaus, Rolf (1916–2004), Vizeadmiral
- Stemann, Hans-Georg (1916–2011), Admiraloberstabsarzt

#### T
- Teipel, Alfons (1931–2023), Flottillenadmiral
- Thäter, Klaus-Jürgen (1925–2000), Konteradmiral
- Thienemann, Ernst-Ludwig (1898–1964), Flottillenadmiral
- Thomsen, Rolf (1915–2003), Flottillenadmiral
- Toepser, Wilfried (1919–2003), Flottillenadmiral
- Topp, Erich (1914–2005), Konteradmiral
- Trebesch, Herbert (1915–2007), Vizeadmiral
- Tuschy, Dietrich (1918–2002), Admiralarzt

#### V
- Vohs, Hanshermann (1923–1996), Konteradmiral
- Vorsteher, Carlheinz (1916–1988), Flottillenadmiral

#### W
- Wagner, Gerhard (1898–1987), Konteradmiral
- Wangenheim, Hubert Freiherr von (1904–1973), Flottillenadmiral
- Wedel, Karl-Wilhelm (1925–2017), Admiralarzt
- Wegener, Edward (1904–1981), Konteradmiral
- Wellershoff, Dieter (1933–2005), Admiral
- Wenig, Horst (1919–1986), Flottillenadmiral
- Werner, Alfred (1925–2014), Flottillenadmiral
- Weyher, Hein-Peter (1935), Vizeadmiral
- Wind, Horst Helmut (1927–2009), Flottillenadmiral
- Wolff, Max-Eckart (1902–1988), Flottillenadmiral

#### Z
- Zenker, Karl-Adolf (1907–1998), Vizeadmiral
- Ziebis, Kurt (1935), Flottillenadmiral
- Zimmermann, Armin (1917–1976), Admiral

### 1990 bis heute
Der folgende Abschnitt enthält eine (unvollständige) Liste aller ehemaligen Offiziere der Dienstgradgruppe der Generale der Marine der Bundeswehr (einschließlich der entsprechenden Sanitätsoffiziere), deren erste Ernennung zu einem Generalsdienstgrad nach der deutschen Wiedervereinigung erfolgte. Angegeben ist der höchste erreichte Dienstgrad.

#### A
- Apel, Stephan (1958), Admiralarzt
- Auer, Jörg (1943–2024), Konteradmiral

#### B
- Barth, Wolfgang (1952), Admiralarzt
- Bess, Henning (1947), Flottillenadmiral
- Bollow, Karl-Wilhelm (1952), Flottillenadmiral
- Brassel, Günther (1945), Admiralarzt
- Bremer, Wolfgang (1953), Konteradmiral
- Brinkmann, Rainer (1958), Vizeadmiral
- Büttner, Christoph (1949), Admiralstabsarzt
- Busse, Michael (1959), Flottillenadmiral

#### C
- Ciliax, Otto H. (1939–2016), Flottillenadmiral

#### D
- Dambrowski, Klaus von (1953), Konteradmiral
- Diehl, Christoph (1946), Konteradmiral

#### E
- Eberbach, Heinz-Eugen (1946–2003), Flottillenadmiral
- Eberle, Götz (1941), Flottillenadmiral
- Ehle, Jürgen (1957), Konteradmiral
- Endres, Rainer (1957), Flottillenadmiral
- Engelmann, Wolfgang (1937–2024), Flottillenadmiral
- Ernst, Thomas (1956), Flottillenadmiral

#### F
- Feist, Rainer (1945–2007), Admiral
- Feldes, Waldemar (1939–2023), Flottillenadmiral
- Feldt, Lutz (1945), Vizeadmiral
- Fritz, Klaus-Dieter (1947–2023), Flottillenadmiral

#### G
- Güllich, Gerhard (1938), Konteradmiral

#### H
- Happach, Erich (1938), Konteradmiral
- Haß, Hubert, (1949) Konteradmiral
- Hartmann, Manfred (1950), Flottillenadmiral
- Heide-Kattwinkel, Hans-Wolfgang von der (1954), Admiralarzt
- Heise, Bernd (1943), Vizeadmiral
- Hemeling, Roland (1953), Flottillenadmiral
- Hess, Sigurd (1938–2018), Konteradmiral
- Hirtz, Klaus Peter (1945), Konteradmiral
- Hoch, Gottfried (1947), Konteradmiral
- Hoepner, Detlev (1943), Flottillenadmiral
- Holm, Lars (1961), Flottillenadmiral
- Hoops, Henning (1946), Flottillenadmiral

#### J
- Jancke, Klaus (1940), Konteradmiral
- Jugel, Thomas (1957), Konteradmiral

#### K
- Kähler, Thorsten (1955), Konteradmiral
- Kahre, Uwe Siegfried (1943–2017), Konteradmiral
- Kalähne, Wolfgang (1945), Flottillenadmiral
- Kammholz, Detlef (1939), Flottillenadmiral
- Kelle, Karl Heinz (1941), Flottillenadmiral
- Kempf, Thomas (1942), Flottillenadmiral
- Knabe, Michael (1956), Admiralarzt
- Kolletschke, Horst-Dieter (1952), Konteradmiral
- Kratzmann, Jürgen E. (1946), Flottillenadmiral
- Krause, Andreas (1956), Vizeadmiral
- Krause-Traudes, Markus (1957), Flottillenadmiral
- Krebs, Martin (1955), Konteradmiral
- Kronisch, Jens-Volker (1949), Konteradmiral
- Kühn, Wolfram (1952), Vizeadmiral

#### L
- Lange, Heinrich (1955), Vizeadmiral
- Lange, Rudolf (1941), Konteradmiral
- Leder, Dieter (1942–2023), Konteradmiral
- Liche, Volker (1941), Flottillenadmiral
- Losch, Jürgen (1959), Flottillenadmiral
- Lüders, Werner (1953), Flottillenadmiral
- Lüssow, Hans (1942), Vizeadmiral
- Luther Hans-Christian (1955) Konteradmiral

#### M
- Maltzan, Georg von (1953), Flottillenadmiral
- Mannhardt, Jürgen (1954), Flottillenadmiral
- Martens, Jean (1961), Konteradmiral
- Merkel, Bernd (1938–2024), Admiralarzt
- Mollenhauer, Michael (1951), Konteradmiral
- zur Mühlen, Jürgen (1960), Konteradmiral

#### N
- Nelte, Klaus-Michael (1958), Vizeadmiral
- Nielson, Manfred, (1955), Admiral
- Nolting, Wolfgang E. (1948), Vizeadmiral

#### O
- Ocker, Karsten (1945–2015), Admiraloberstabsarzt
- Ohlms, Karl-Wilhelm  (1954), Konteradmiral
- Otto, Ulrich (1946), Konteradmiral

#### P
- Pfennig, Kurt (1942–1996), Flottillenadmiral
- Pinnow, Rainer (1950), Admiralarzt
- Puttkamer, Hubertus von (1948), Flottillenadmiral

#### R
- Reichenmiller, Walter (1942–1999), Flottillenadmiral
- Reichert, Karlheinz Max (1937–2022), Flottillenadmiral
- Reschke, Jörk-Eckart (1938), Flottillenadmiral
- Reuter, Knut (1959), Admiralarzt
- Riemke, Karl-Heinz (1950), Flottillenadmiral
- Romer, Hans-Achim (1939), Flottillenadmiral
- Ropers, Frank (1946), Vizeadmiral
- Rosberg, Karl-Wilhelm (1942), Flottillenadmiral
- Rühle, Joachim (1959), Admiral

#### S
- Schimpf, Axel (1952), Vizeadmiral
- Schmitz, Rolf (1949), Flottillenadmiral
- Schneider, Karsten (1956), Konteradmiral
- Schönbach, Kay-Achim (1965), Vizeadmiral
- Schwabe, Klaus (1938), Flottillenadmiral
- Siebert, Reinhold (1940), Konteradmiral
- Stricker, Hans-Joachim (1948), Vizeadmiral

#### T
- Titius, Wolfgang (1952), Admiralarzt
- Toyka, Viktor (1946), Flottillenadmiral

#### W
- Weisser, Ulrich (1938–2013), Vizeadmiral
- Willers, Dieter (1938), Admiralarzt
- Witthauer, Hans-Jochen (1950), Vizeadmiral